# 684.
◄ | 6. stoljeće | 7. stoljeće | 8. stoljeće | ►
◄ | 650-ih | 660-ih | 670-ih | 680-ih | 690-ih | 700-ih | 710-ih | ►
◄◄ | ◄ | 681. | 682. | 683. | 684. | 685. | 686. | 687. | ► | ►►
Astronomija • Književnost • Kršćanstvo • Pravo • Promet

## Vanjske poveznice
|  | Zajednički poslužitelj ima još gradiva o temi 684. |